# ياسوتاكا جوموري
ياسوتاكا جوموري (باليابانية: 城森 康誉) (مواليد 11 يوليو 1994) هو لاعب كرة قدم ياباني.

## وصلات خارجية
- ياسوتاكا جوموري على موقع رابطة كرة القدم اليابانية للمحترفين (اليابانية)
- ياسوتاكا جوموري على موقع Soccerway.com (الإنجليزية)